# Коко Тейлър
Коко Тейлър (на английски: Koko Taylor) е американска певица, представител на чикагския блус на САЩ, и позната като „Кралицата на блуса“ заради грубия ѝ глас и силно влияние върху други музиканти, базирано в традиционния блус стил.

## Биография
Нейното кръщелно име е Кора Уолтън. Родена е в Мемфис, щата Тенеси, и е дъщеря на земевладелец. Напуска Мемфис и отива в Чикаго през 1952 г. заедно със съпруга си Робърт Тейлър – Папс, шофьор на камион. В края на 50-те започва да пее в блус клубове в Чикаго. Тя е открита за музиката от Уили Диксън през 1962 г. и е подсигурена с големи концерти и първия ѝ договор за звукозапис. През 1965 г. Тейлър подписва с Чес Рекърдс, с които записва сингъла Wang Dang Doodle (написана от Диксън и направена на хит от Хаулин Улф няколко години по-рано). Записът става хит и стига номер четири на ритъм енд блус класациите и номер 58 в поп класациите за 1966 г.; от него са продадени един милион копия. Тейлър записва няколко версии на Уанг Данг Дудъл в следващите си години, включително версия на живо на Американския фестивал на фолка и блуса през 1967 г., изпълнена заедно с музиканта на хармоника Литъл Уолтър и китариста Хаунд Дог Тейлър. Тейлър по-късно записва допълнително материал, както оригинален, така и посредством кавъри, но никога не повтаря първоначалния успех в класациите.
След като прави концерти в страната в края на 60-те и началото на 70-те години, тя разширява почитателската си аудитория и става достъпна на по-широката публика след подписването с Алигейтър Рекърдс през 1975 г. Записва девет албума с Алигейтър, 8 от които имат номинация за Грами, и се утвърждава като една от видните жени в блус пеенето, спечелвайки осем награди У.К. Хенди (първо място по този показател). След като се възстановява от почти смъртоносна автомобилна катастрофа през 1989 г., през 90-те участва във филми като „Блус Брадърс 2000“ и Wild at Heart. Отваря блус клуб на Дивижън Стрийт в Чикаго през 1994 г., който се измества в Уабаш Авеню в Саут Луп, Чикаго, през 2000 г.
Тейлър оказва влияние върху други музиканти, сред които Бони Райт, Шемекия Копланд, Джанис Джоплин, Шенън Кърфмен и Сюзан Тедеши. В годините преди смъртта си тя изпълнява над 70 пъти в годината пред публика и има жилище на юг от Чикаго в Кънтри Клъб Хилс, Илинойс.
През 2008 г. Вътрешната агенция по приходите обявява, че Тейлър дължи $400 000 за данъци, наказателни точки и лихви. Нейните данъчни проблеми касаят 1998, 2000 и 2001 г. За тези години нейният брутен доход е $949 000.
Последното изпълнение на Тейлър е на Наградите за блус музика, провели се на 7 май 2009 г. Тя получава усложнения поради коремно и чревно кървене на 19 май 2009 г., и умира на 3 юни същата година.

## Дискография
- Love You Like a Woman, November 30, 1968 (Charly Records)
- Koko Taylor, 1969 (MCA/Chess Records)
- Basic Soul, 1972 (Chess)
- South Side Lady, 1973 (Black and Blue Records)
- I Got What It Takes, 1975 (Alligator Records)
- Southside Baby, 1975 (Black & Blue)
- The Earthshaker, 1978 (Alligator)
- From the Heart of a Woman, 1981 (Alligator)
- Queen of the Blues, 1985 (Alligator)
- Live from Chicago: An Audience with the Queen, 1987 (Alligator)
- Wang Dang Doodle, 1991 (Huub Records)
- Jump for Joy, 1992 (Alligator)
- Force of Nature, 1993 (Alligator)
- Royal Blue, 2000 (Alligator)
- Old School, 2007 (Alligator)